# Alcol O-acetiltransferasi
La alcol O-acetiltransferasi è un enzima appartenente alla classe delle transferasi, che catalizza la seguente reazione:
acetil-CoA + un alcol ⇄ CoA + un acetil estere
L'enzima agisce su una serie di alcoli alifatici a catena corta, tra cui il metanolo e l'etanolo.